# John Pool

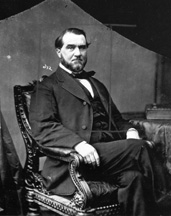
John Pool

John Pool (* 16. Juni 1826 bei Elizabeth City, Pasquotank County, North Carolina; † 16. August 1884 in Washington D.C.) war ein US-amerikanischer Politiker der Republikanischen Partei.
Pool, der keine Schule besuchte und zuhause unterrichtet wurde, machte 1847 seinen Abschluss an der University of North Carolina at Chapel Hill. Nach erfolgreichem Jura-Studium wurde er im selben Jahr in die Anwaltskammer aufgenommen, woraufhin er bis 1856 in seiner Heimatstadt als Jurist arbeitete; in dieser Zeit war er auch in der Landwirtschaft tätig.
1856 begann seine politische Laufbahn mit der Wahl in den Senat von North Carolina, dem er im Jahr 1858 ein zweites Mal angehörte. Zu diesem Zeitpunkt stand er den bereits in Auflösung befindlichen Whigs nahe; gemeinsam mit vielen Mitgliedern dieser Partei trat er danach der neuen Opposition Party bei, für die er 1860 als Gouverneur von North Carolina kandidierte. Er unterlag jedoch dem Amtsinhaber John Willis Ellis.
Später trat er zu den Republikanern über, für die er zwischen 1864 und 1865 erneut im Staatssenat saß. Am 8. Februar 1865 wurde er von der Legislative North Carolinas in den US-Senat gewählt, doch er konnte sein Amt als Folge des Bürgerkriegs nicht antreten, da seinem Staat dieses Vertretungsrecht entzogen worden war. Nachdem dies im Jahr 1868 geschehen war, wurde Pool ein zweites Mal gewählt und nahm seinen Sitz in Washington am 4. Juli 1868 ein. Er verblieb bis zum 3. März 1873 im Senat; zur Wiederwahl trat er nicht an. Von 1876 bis 1877 fungierte er als Superintendent of Public Instruction von North Carolina.
John Pool, dessen Neffe Walter F. Pool im Jahr 1883 für North Carolina dem US-Repräsentantenhaus angehörte, arbeitete nach dem Ende seiner politischen Tätigkeit als Jurist in Washington, wo er 1884 starb.